# Agdistis (insecte)
Agdistinae
Pour les articles homonymes, voir Agdistis.
Sous-famille
Genre
Agdistis, unique représentant de la sous-famille des Agdistinae, est un genre de lépidoptères (papillons) de la famille des Pterophoridae.

## Description
Les espèces du genre Agdistis, comme celles de la sous-famille Ochyrroticinae, ont des ailes antérieures et postérieures non fendues. Les ailes sont de couleur grise à gris-brun et, chez certaines espèces, ont un éclat argenté. Il y a généralement de petits points sur la moitié externe des veines costales des ailes antérieures. Des points supplémentaires sont présents au bord du pli de l'aile antérieure. La veine R1 est formée sur les ailes antérieures, les veines R2 et R3 sont séparées. Les veines M3 et Cu1 sont pédonculées. Lorsque le papillon est au repos, les ailes antérieures sont repliées. Les bords de ce pli contiennent une zone qui n'est que faiblement recouverte d'écailles en forme de coin. L'extrémité supérieure de cette zone est proche de la région discale, la base est constituée de la zone centrale du bord extérieur de l'aile.
Les papillons de ce genre sont très similaires. La détermination basée sur des caractéristiques externes est dans de nombreux cas très difficile et souvent peu fiable, c'est pourquoi les caractéristiques des organes génitaux sont utilisées pour distinguer les espèces.
Les valvules, les processus sacculaires et cucullaires des organes génitaux masculins sont souvent asymétriques. Des plis ou processus membraneux sont parfois présents, tout comme des épines. Le neuvième sternite est bien développé et allongé. Les organes génitaux féminins sont très divers, la forme et la taille de l'antre étant particulièrement caractéristiques.

## Répartition
Les membres du genre Agdistis sont originaires du Paléarctique, mais se trouvent principalement en Méditerranée, en Afrique et en Asie du Sud. Une seule espèce est également présente en Amérique du Nord. En Asie du Sud-Est, en Australie et dans les néotropiques, le genre Agdistis est remplacé par le genre Ochyrotica.

## Parasitologie
Les chenilles du genre Agdistis vivent sur des Plumbaginaceae, des Frankenia, des Tamaricaceae et des Asteraceae. Elles se nymphosent sur les feuilles ou les tiges.

## Liste d'espèces
- Agdistis aberdareana Arenberger, 1988
- Agdistis adactyla (Hübner, [1819])
- Agdistis adenensis Amsel, 1961
- Agdistis africana Arenberger, 1996
- Agdistis aguessei Bigot & Picard, 2004
- Agdistis americana Barnes & Lindsey, 1921
- Agdistis andreeva Arenberger, 2013
- Agdistis anikini Kovtunovich & Ustjuzhanin, 2009
- Agdistis arabica Amsel, 1958
- Agdistis arenbergeri Gielis, 1986
- Agdistis asthenes Bigot, 1970
- Agdistis bellissima Arenberger, 1975
- Agdistis bennetii (Curtis, 1833)
- Agdistis betica Arenberger, 1978
- Agdistis bifurcatus Agenjo, 1952
- Agdistis bigoti Arenberger, 1976
- Agdistis bouyeri Gielis, 2008
- Agdistis buffelsi Kovtunovich & Ustjuzhanin, 2015
- Agdistis cambriana Arenberger, Beard & Karisch, 2016
- Agdistis canariensis Rebel, 1896
- Agdistis capensis Kovtunovich & Ustjuzhanin, 2010
- Agdistis cappadociensis Fazekas, 2000
- Agdistis caradjai Arenberger, 1975
- Agdistis cathae Arenberger, 1999
- Agdistis chardzhouna Arenberger, 1997
- Agdistis clara Arenberger, 1986
- Agdistis cretifera Meyrick, 1909
- Agdistis criocephala Meyrick, 1909
- Agdistis cypriota Arenberger, 1983
- Agdistis dahurica Zagulajev, 1994
- Agdistis damara Kovtunovich & Ustjuzhanin, 2015
- Agdistis danutae Kovtunovich & Ustjuzhanin, 2009
- Agdistis darwini Arenberger, 2009
- Agdistis dentalis Arenberger, 1986
- Agdistis desertorum Arenberger, 1999
- Agdistis dicksoni Kovtunovich & Ustjuzhanin, 2009
- Agdistis dimetra Meyrick, 1924
- Agdistis eberti Arenberger, 2009
- Agdistis endrodyi Kovtunovich & Ustjuzhanin, 2009
- Agdistis espunae Arenberger, 1978
- Agdistis facetus Bigot, 1969
- Agdistis falkovitshi Zagulajev, 1986
- Agdistis flavissima Caradja, 1920
- Agdistis frankeniae (Zeller, 1847)
- Agdistis furcata Arenberger, 1996
- Agdistis gambiensis Gielis, 2011
- Agdistis gerasimovi Zagulajev & Blumental, 1994
- Agdistis gibberipennis Arenberger, 1996
- Agdistis gittia Arenberger, 1988
- Agdistis glaseri Arenberger, 1978
- Agdistis gornostaevi Kovtunovich & Ustjuzhanin, 2010
- Agdistis haghieri Arenberger, 2009
- Agdistis hakimah Arenberger, 1985
- Agdistis halodelta Meyrick, 1925
- Agdistis hartigi Arenberger, 1973
- Agdistis heydeni (Zeller, 1852)
- Agdistis huemeri Arenberger, 2002
- Agdistis hulli Gielis, 1998
- Agdistis incisa Arenberger & Buchsbaum, 2000
- Agdistis infumata Meyrick, 1912
- Agdistis ingens Christoph, 1887
- Agdistis insidiatrix Meyrick, 1933
- Agdistis insolitus Kovtunovich & Ustjuzhanin, 2010
- Agdistis intermedia Caradja, 1920
- Agdistis iranica Alipanah & Ustjuzhanin, 2007
- Agdistis iversoni Kovtunovich & Ustjuzhanin, 2015
- Agdistis jansei Kovtunovich & Ustjuzhanin, 2009
- Agdistis karabachica Zagulajev, 1990
- Agdistis karakalensis Zagulajev, 1990
- Agdistis karischi Arenberger, 1996
- Agdistis kaunda Kovtunovich & Ustjuzhanin, 2015
- Agdistis kazakhstanicus Ustjuzhanin & Kovtunovich, 2014
- Agdistis kenyana Arenberger, 1988
- Agdistis kevintucki Kovtunovich & Ustjuzhanin, 2009
- Agdistis korana Arenberger, 1988
- Agdistis krooni Kovtunovich & Ustjuzhanin, 2009
- Agdistis kruegeri Kovtunovich & Ustjuzhanin, 2009
- Agdistis linnaei Gielis, 2008
- Agdistis lomholdti Gielis, 1990
- Agdistis maghrebi Arenberger, 1976
- Agdistis malitiosa Meyrick, 1909
- Agdistis malleana Arenberger, 1988
- Agdistis manas Ustjuzhanin & Kovtunovich, 2011
- Agdistis manicata Staudinger, 1859
- Agdistis marionae Arenberger, Beard, Hasenfuss & Karisch, 2012
- Agdistis melitensis Amsel, 1954
- Agdistis meridionalis (Zeller, 1847)
- Agdistis mevlaniella Arenberger, 1972
- Agdistis meyi Arenberger, 2008
- Agdistis minima Walsingham, 1900
- Agdistis morini Huemer, 2001
- Agdistis murgabica Zagulajev & Blumental, 1994
- Agdistis myburgi Kovtunovich & Ustjuzhanin, 2009
- Agdistis namaqua Kovtunovich & Ustjuzhanin, 2010
- Agdistis namibiana Arenberger, 1988
- Agdistis nanodes Meyrick, 1906
- Agdistis neglecta Arenberger, 1976
- Agdistis nigra Amsel, 1955
- Agdistis nikolaii Kovtunovich & Ustjuzhanin, 2010
- Agdistis notabilis Gielis & Karsholt, 2009
- Agdistis nyasa Kovtunovich & Ustjuzhanin, 2014
- Agdistis obstinata Meyrick, 1920
- Agdistis olei Arenberger, 1976
- Agdistis omani Arenberger, 2008
- Agdistis paki Ustjuzhanin & Kovtunovich, 2020
- Agdistis pala Arenberger, 1986
- Agdistis paralia (Zeller, 1847)
- Agdistis parvella Amsel, 1958
- Agdistis picardi Bigot, 1964
- Agdistis piccolo Gielis, 1990
- Agdistis potgieteri Kovtunovich & Ustjuzhanin, 2009
- Agdistis prisoner Kovtunovich & Ustjuzhanin, 2010
- Agdistis protai Arenberger, 1973
- Agdistis protecta Arenberger, 1999
- Agdistis pseudocanariensis Arenberger, 1973
- Agdistis pseudomeyi Kovtunovich & Ustjuzhanin, 2015
- Agdistis pustulalis Walker, 1864
- Agdistis pygmaea Amsel, 1955
- Agdistis quagga Arenberger, 2009
- Agdistis qurayyahiensis Gielis, 2008
- Agdistis rastri Arenberger, 2010
- Agdistis reciprocans Meyrick, 1924
- Agdistis riftvalleyi Arenberger, 2001
- Agdistis rubasiensis Zagulajev, 1985
- Agdistis ruhanga Kovtunovich & Ustjuzhanin, 2015
- Agdistis rumurutia Gielis, 2011
- Agdistis rutjani Ustjuzhanin & Kovtunovich, 2011
- Agdistis sabokyi Fazekas, 2000
- Agdistis salsolae Walsingham, 1908
- Agdistis samknotti Kovtunovich & Ustjuzhanin, 2015
- Agdistis sanctaehelenae (Wollaston, 1879)
- Agdistis satanas Millière, 1875
- Agdistis sergeii Kovtunovich & Ustjuzhanin, 2015
- Agdistis singula Arenberger, 1995
- Agdistis sissia Arenberger, 1987
- Agdistis sphinx Walsingham, 1907
- Agdistis spinosa Arenberger, 1986
- Agdistis springbok Kovtunovich & Ustjuzhanin, 2010
- Agdistis streltzovi Kovtunovich & Ustjuzhanin, 2010
- Agdistis swakopi Arenberger, 2009
- Agdistis symmetrica Amsel, 1955
- Agdistis takamukui Nohira, 1919
- Agdistis tamaricis (Zeller, 1847)
- Agdistis tenera Arenberger, 1976
- Agdistis tigrovaja Arenberger, 2001
- Agdistis tihamae Arenberger, 1999
- Agdistis toliarensis Bigot, 1987
- Agdistis tsumkwe Arenberger, 2001
- Agdistis tugai Altermatt, 2008
- Agdistis turia Gielis, 2011
- Agdistis turkestanica Zagulajev, 1990
- Agdistis uncirectangula Hao & Li, 2003
- Agdistis unguica Arenberger, 1988
- Agdistis vansoni Kovtunovich & Ustjuzhanin, 2015
- Agdistis varii Kovtunovich & Ustjuzhanin, 2009
- Agdistis violaceus Kovtunovich & Ustjuzhanin, 2010
- Agdistis wolframi Kovtunovich & Ustjuzhanin, 2015
- Agdistis yakovi Kovtunovich & Ustjuzhanin, 2010
- Agdistis yemenica Arenberger, 1999
- Agdistis zhengi Hao & Li, 2007